# Listă de companii de software
Aceasta este o listă de companii renumite producătoare de software.
- ABBYY
- ACD systems
- Adobe (a achiziționat Macromedia)
- Ahead (producătoarea programului de gravare CD/DVD: Nero Burning ROM)
- Apple, fost Apple Computer
- ASSIST Software
- berg  COMPUTERS, Timișoara
- BITSoftware
- Blender Foundation gestionează dezvoltarea programului open-source Blender, destinat graficii și animației 3D
- Borland (caută să-și vândă divizia de software)
- CodeSphere Arhivat în 4 septembrie 2011, la Wayback Machine. - IBM Premier Business Partner & Oracle Gold Partner
- Corel
- DevTeam Romania, București
- egarcon
- Eteks Software, București, companie româno-elvețiană
- Euro IT Group
- Flexera Software (fosta divizie de software a Rovi Corporation (fostă Macrovision)) (fostă Acresso Software)
- Hewlett-Packard sau HP
- IBM
- Ixia
- Lasting Software, Timișoara (producatoare unitel)
- Ligeroweb Arhivat în 11 decembrie 2022, la Wayback Machine. - Web, aplicații mobile și microservicii
- Rovi Corporation (a achiziționat companiile InstallShield și ZeroG, revându-te ulterior unui fond de investiții)
- Mandriva (creată din fuzionarea companiilor Mandrake și Connectiva)
- Microsoft Corp.
- Mozilla Foundation
- MySQL AB
- Netscape
- Novell Inc. (a achiziționat SUSE GmbH)
- Nullsoft (producătoarea media-playerului Winamp, achiziționată de AOL)
- Oracle (a achiziționat: InnoDB, Jboss, Sun Microsystems ș.a.)
- QwertyBit, Bucuresti - companie dezvoltatoare de aplicatii web si mobile.
- Red Hat
- Romanian Soft Company, București (RSC)
- SCO, companie de software defunctă din SUA
- SAP AG - companie germană
- Senior Software
- Siveco Romania, București
- Softstudio, Oradea
- Software AG - companie germană
- Softwin
- Skyline Vision, București
- Symantec (a achiziționat Veritas)
- Tremend Software Consulting, România, București
- Ubicuu Soft Prod, București, România - dezvoltă produsul SAF-T Smart Validator
- UP2DATE, companie de software din Bucuresti, Romania - înființată in 2009
- TH Junior, companie de software cu sediul în Iași, România, producătoarea programelor de contabilitate și gestiune WinMENTOR și WinMENTOR ENTERPRISE, înființată în 1994.[1]